# Мёнкеберг
Мёнкеберг (нем. Mönkeberg) — община в Германии, в земле Шлезвиг-Гольштейн. 
Входит в состав района Плён. Подчиняется управлению Шрефенборн.  Население составляет 3827 человек (на 31 декабря 2010 года). Занимает площадь 2,71 км².